# Escudo de Bergen

Escudo de Bergen.

El escudo de Bergen es el símbolo de la ciudad y el municipio del mismo nombre. Es uno de los sellos más antiguos de que se tiene noticia en Noruega.
Es un escudo circular con fondo de gules y borde de oro, con un castillo de plata sobre siete montañas de oro. En el borde, una inscripción en latín que reza: SIGILLUM : COMMVNITATIS : DE CIVITATE : BERGENSI ("sello de la comunidad de la ciudad de Bergen"). El castillo representa la ciudad y las montañas las "siete montañas" que tradicionalmente se asocian con sus alrededores. 
El sello de la ciudad se nombra por primera vez en la historia en 1293 y aparece representado por primera vez en un documento de 1298 conservado en la Colección Árni Magnússon de Copenhague. Originalmente era un sello doble, la parte del anverso mostraba un barco vikingo con dos cabezas de dragón navegando en el mar y en el borde la leyenda DANT : BERGIS : DIGNVM : MONS : VRBS : NAVIS : MARE : SIGNVM (Montañas, ciudad, barcos y mar dan a Bergen dignas características) y la parte del reverso con la imagen de un castillo sobre una montaña de tres picos y la inscripción SIGILLUM : COMMVNITATIS : DE CIVITATE : BERGENSI. En el siglo XV se había eliminado el barco dragón y el castillo descansaba sobre siete montañas, pero con la inscripción cambiada a la actual. A lo largo de la historia el escudo ha presentado modificaciones, pero desde 1894 su forma era muy similar al actual. El escudo actual es un diseño de Christian Koren Wiberg, fue aprobado por el ayuntamiento de Bergen y por decreto real en 1924. 